# بدة (حومة بم)
بدة (بالفارسية: پده) هي قرية تقع في إيران في منطقة مركزية ريفية.